# Clitofonte
Il Clitofonte (in greco Κλειτοφῶν) è un dialogo attribuito a Platone, ma la cui autenticità viene spesso messa in dubbio dagli studiosi moderni. 
La discussione ruota attorno a due personaggi: Socrate e Clitofonte, quest'ultimo esponente del partito oligarchico e interlocutore nel Libro I della Repubblica. Socrate chiede merito a Clitofonte di alcune voci, secondo le quali egli lo avrebbe criticato in pubblico e affermato di volersi rivolgere agli insegnamenti di Trasimaco. Gran parte del dialogo, dunque, sarà occupata dal discorso di Clitofonte, un atto di accusa contro Socrate e la sua dottrina (407a-410e). E proprio questa acredine è il motivo principale che fa sospettare gli studiosi dell'autenticità del dialogo.
Ammettendo invece che il Clitofonte sia effettivamente opera di Platone, la sua data di stesura dovrebbe collocarsi ragionevolmente negli stessi anni in cui il filosofo componeva La Repubblica, e comunque, viste le affinità con il Libro I, di poco successiva alla stesura del Libro II.

## Clitofonte contro Socrate
Le ragioni di Clitofonte sono presto dette: se da un lato egli può concordare con Socrate quando sostiene che nessuno compie il male volontariamente e che bisogna esercitare l'anima e utilizzarla al meglio, d'altro canto egli inizia ad avere dei dubbi quando si tratta della giustizia. Affermando infatti che la giustizia è una tecnica, Clitofonte solleva il problema dell'effetto della giustizia; la medicina, per esempio, produce medici i quali esercitano la loro arte per dare la salute, mentre la giustizia produce uomini giusti. Ma gli uomini giusti cosa fanno? Ricercano l'utile, il necessario, il giovevole, o che altro? (409c)
Clitofonte, in particolare, afferma che un allievo di Socrate, uno dei più dotati, avrebbe risposto che la giustizia ricerca «l'amicizia negli Stati» (409d), ovvero la concordia tra i cittadini, la quale in sé è sempre un bene. Tuttavia, evitando la definizione di concordia come «comunanza di opinioni», il suo interlocutore non è stato in grado di definire che cosa sia la giustizia, e quindi di rispondere alla sua domanda. E nemmeno Socrate, più volte interrogato, è stato in grado di dare una risposta soddisfacente: pertanto, continua Clitofonte, o Socrate non conosce la giustizia, oppure non vuole rendere gli altri partecipi di essa (410c). 
A questo punto, per Clitofonte non esiste alternativa. Esortato da Socrate a prendersi cura della propria anima più che del corpo, egli si recherà da un nuovo maestro, il sofista Trasimaco, dal quale spera di imparare ciò che il filosofo non ha saputo insegnargli.